# هابي هيرستون
هابي هيرستون (بالإنجليزية: Happy Hairston)‏ مواليد 31 مايو 1942 في وينستون-سالم - الوفاة 01 مايو 2001، كان لاعب كرة سلة أمريكي بدأ مسيرته الاحترافية في سنة 1964. تم اختياره من قبل فريق سكرامنتو كينغز خلال الدرافت. بلغ طوله 6 قدم 7 بوصة (2.0 م). اعتزل اللعب في 1975.

## المسيرة الاحترافية
لعب مع سكرامنتو كينغز من سنة 1964 إلى 1968، ثم لعب مع ديترويت بيستونز من سنة 1967 إلى 1970، ثم لعب مع لوس أنجلوس ليكرز من سنة 1969 إلى 1975.

## روابط خارجية
- هابي هيرستون على موقع IMDb (الإنجليزية)
- هابي هيرستون على موقع قاعدة بيانات الفيلم (الإنجليزية)
- هابي هيرستون على موقع إن بي أي (الإنجليزية)
- هابي هيرستون على موقع سبورتس رفرنس (الإنجليزية)
- هابي هيرستون على موقع كلية كرة السلة في سبورتس رفرنس.كوم (الإنجليزية)
- هابي هيرستون على موقع ريلجم (الإنجليزية)
- هابي هيرستون على موقع بروبوليرز (الإنجليزية)